# Parc national Conjola
Le parc national Conjola est un parc situé à environ 165 km au sud-ouest de Sydney en Nouvelle-Galles du Sud en Australie. Ce parc protège des dunes, des marais, des estuaires, des formations forestières claires et des landes situés au bord de la mer de Tasman. Il est reconnu comme étant un point chaud de la biodiversité pour sa communauté végétale et animale.

## Géographie
Le parc national Conjola est situé tout juste à l'est du Territoire de la baie de Jervis. Il partage sa limite ouest avec le parc national Morton, sa limite nord avec la réserve de conservation d'État de Corramy, sa limite est avec le parc national Booderee et le parc marin de la Baie Jervis et sa limite sud avec la réserve naturelle de Narrawallee Creek et